# Mesochorus sabulosus
Mesochorus sabulosus är en stekelart som beskrevs av Dasch 1971. Mesochorus sabulosus ingår i släktet Mesochorus och familjen brokparasitsteklar. Inga underarter finns listade i Catalogue of Life.